# Edgar Chadwick
Edgar Wallace Chadwick (* 14. Juni 1869 in Blackburn; † 14. Februar 1942 ebenda) war ein englischer Fußballspieler und -trainer. Nach dem Gewinn der englischen Meisterschaft im Jahr 1891 mit dem FC Everton als Spieler wurde er später vor allem als Bondscoach der Niederlande bekannt. Dabei führte er die Auswahl bei den Olympischen Spielen 1908 und 1912 jeweils zu einer Bronzemedaille.

## Spielerlaufbahn
Der in Blackburn geborene Edgar Chadwick begann das Fußballspielen im Alter von 15 Jahren bei den Little Dots. Im Jahr 1886 wechselte er zu Blackburn Olympic. Olympic hatte 1883 noch den FA Cup gewonnen, aber zur Mitte der 1880er Jahre wurden die Blackburn Rovers immer mehr zum dominierenden Verein in der Stadt und so ging auch Chadwick nach nur einer Saison zum Lokalrivalen. Mit den Rovers traf er in der 2. Runde des FA Cups 1887/88 auf Olympic und erzielte beim 5:1-Erfolg einen Treffer gegen seinen früheren Verein. Insgesamt kam er in diese Spielzeit zu vier Pokaleinsätzen und drei Toren, erst im Viertelfinale scheiterte man schließlich an Derby Junction. Bereits nach einem Jahr verließ er die Blackburn Rovers wieder und wechselte im Juli 1888 zu dem aufstrebenden FC Everton.
Rechtzeitig zu Beginn des Spielbetriebs der Football League in der Saison 1888/89 stand er auf Anhieb als Stammspieler in der Mannschaft der „Toffees“. Dort gewann er nach einem achten Platz in der ersten Spielzeit 1890 die Vizemeisterschaft. Der klein gewachsene linke Innenstürmer steuerte dazu neun Tore bei. Sein Erstligadebüt gab er am 8. September 1888 beim 2:1-Heimsieg über den FC Accrington, sein erstes Ligator erzielte er eine Woche später am 15. September 1888 beim 2:1-Heimsieg über Notts County. Einen Treffer mehr schoss er in der Saison 1890/91 und gemeinsam mit seinen Sturmkollegen Fred Geary (20 Tore) und Alf Milward (12 Tore) führte Chadwick den Liverpooler Verein zu seiner ersten englischen Meisterschaft in der Klubgeschichte. Chadwick erhielt zu dieser Zeit den Spitznamen „Hooky“, der sich auf seinen häufig angewendeten Trick bezog, parallel zur gegnerischen Torlinie auf den Torhüter zuzulaufen, diesen an den kurzen Pfosten zu binden und dann mit einem „Haken“schuss den Ball neben dem gegenüberliegenden Pfosten ins Tor zu schießen.
Obwohl die englische Meisterschaft im Jahr 1891 der einzige Titel in der Spielerkarriere von Edgar Chadwick blieb, war er mit dem FC Everton in den weiteren 1890er Jahren stets eine treibende Kraft im englischen Fußball. Nach einer 0:1-Finalniederlage 1893 im FA Cup gegen die Wolverhampton Wanderers im Fallowfield Stadium zu Manchester folgte 1895 eine erneute englische Vizemeisterschaft. Zwei weitere Jahre später war Chadwick nach einem 2:3 gegen Aston Villa im Crystal Palace National Sports Centre zum zweiten Mal unterlegener FA-Cup-Endspielteilnehmer. Als Schlüsselspieler des FC Everton blieb sein Talent auch national nicht verborgen und so wurde er erstmals für ein Spiel der englischen Nationalmannschaft am 7. März 1891 in der British Home Championship gegen Wales an der Seite seines Mannschaftskameraden Alf Milward berufen. Nach dem 4:1-Sieg, bei dem sowohl Chadwick als auch Milward trafen, folgten bis 1897 sechs weitere Einsätze und dabei noch zwei Tore. Elf Jahre verbrachte Chadwick insgesamt beim FC Everton und schoss bei seinen 270 Ligaeinsätzen 97 Tore. Daneben gelangen ihm weitere 13 Treffer in 30 FA-Cup-Spielen und mit den damit 110 Pflichtspieltoren ist er bis heute der achterfolgreichste Torschütze der „Blues“. Daneben gilt er in der Geschichte des Vereins als die erste „Legende“.
Im Mai 1899 wechselte Chadwick schließlich zum FC Burnley. Obwohl er sich dort mit zehn Treffern zum besten Torschützen des Vereins entwickelte und bei einem 3:1-Sieg gegen Glossop North End gleich drei Mal traf, konnte er den Abstieg des Vereins in die zweite Liga nicht verhindern und so zog es ihn im August 1900 in die Southern League, wo er beim FC Southampton wieder mit Alf Milward auf der linken Seite zusammenspielte. Auf Anhieb schossen beide gemeinsam 26 Tore und die „Saints“ gewannen die „Südmeisterschaft“. Auch die zweite Saison wurde für Chadwick beim FC Southampton zum Erfolg, als der Verein überraschend – da nicht Teilnehmer der Football League – bereits zum zweiten Mal nach 1900 das FA-Cup-Endspiel erreichte und dort erst nach einem Wiederholungsspiel Sheffield United unterlag. Nennenswert war neben der Partnerschaft mit Milward zudem, dass er in Southampton mit seinem Cousin Arthur Chadwick spielte, der 1900 ebenfalls zum englischen Nationalspieler geworden war.
Bevor Chadwick im Mai 1902 in den Norden Englands in die Football League zurückkehren konnte, um dort für den FC Liverpool zu spielen, musste er 35 Pfund an seinen alten Verein FC Burnley zahlen, für den weiterhin gemeldet war. Erfolge blieben dort weitgehend aus und nachdem er in der ersten Saison noch sieben Treffer in 29 Ligaspielen erzielte, kam er in der folgenden Spielzeit auf nur insgesamt vierzehn Spiele, ohne dabei ein weiteres Tor hinzufügen zu können. Dazu kamen zwei Erstrundenniederlagen im FA Cup. Sein letztes Erstligaspiel bestritt er am 28. Dezember 1903 bei der 2:4-Auswärtsniederlage gegen die Wolverhampton Wanderers. 1904 heuerte er für eine Spielzeit beim FC Blackpool an. Seine aktive Karriere ließ Chadwick dann nach einem weiteren Jahr bei Glossop North End außerhalb der Football League beim FC Darwen zwischen 1906 und 1908 ausklingen.

## Trainerkarriere
Nach dem Ende seiner aktiven Spielerkarriere zog es Chadwick auf das europäische Festland, wo er kurzzeitig in Deutschland als Trainer arbeitete, bevor er sich für diverse Klubs in den Niederlanden – vor allem in Den Haag und Haarlem – engagierte. Schließlich wurde Chadwick als Trainer der niederländischen Nationalmannschaft angeheuert, um diese für das anstehende olympische Fußballturnier in London vorzubereiten. Da der Viertelfinalgegner Ungarn nach der Auslosung aus dem Teilnehmerfeld entfernt wurde, zog die Chadwick-Auswahl kampflos in das Semifinale ein, wo sie gegen eine Auswahl des Vereinigten Königreichs mit 0:4 unterlag. Durch den 2:0-Sieg gegen Schweden im Spiel um den dritten Platz gewann die Chadwick-Auswahl die Bronzemedaille und konnte den damit den ersten internationalen Erfolg in der Geschichte des niederländischen Fußballs feiern.
Auch bei Olympia 1912 in Stockholm saß Chadwick auf der niederländischen Trainerbank. In dem Fußballturnier, zu dem nun bereits elf Länder antraten, besiegte die Auswahl zunächst Schweden und danach Österreich, bevor sich dann die dänische Mannschaft im Halbfinale bei der 1:4-Niederlage als zu leistungsstark erwies. Mit einem deutlichen 9:0-Sieg gegen Finnland, bei dem Jan Vos gleich fünf Tore schoss, „verteidigte“ die Chadwick-Mannschaft schließlich die vier Jahre zuvor errungene Bronzemedaille. Die deutlichen Fortschritte, die die niederländische Auswahl unter Chadwick machte, wurden spätestens am 24. März 1913 deutlich, als diese in einem Freundschaftsspiel nach zwei Toren von Huug de Groot erstmals eine englische Amateurauswahl mit 2:1 besiegte und dafür in Person des renommierten Vivian Woodward Anerkennung erfuhr (das englische Team revanchierte sich letztlich im November 1913 mit einem knappen 2:1-Rückspielsieg). Insgesamt betreute Chadwick die niederländische Auswahl in 24 Spielen und gewann 14 von diesen Begegnungen, die zumeist gegen den Nachbarn Belgien ausgetragen wurden.
Chadwick gewann 1915 als Trainer von Sparta Rotterdam die niederländische Meisterschaft und kehrte nach dem Ersten Weltkrieg nach Blackburn zurück, um dort seinem ursprünglichen Beruf als Bäcker nachzugehen. Im Dezember 1923 befand er sich in der Auswahl zum neuen Trainer des FC Blackpool, der sich jedoch stattdessen für Major Frank Buckley entschied.

## Erfolge
- Englischer Meister: 1891 (als Spieler)
- Meister der Southern League: 1901 (als Spieler)
- olympischer Bronzemedaillengewinner: 1908, 1912 (als Trainer)
- Niederländischer Meister: 1915 (als Trainer)